# Malmö Comedy Festival
Malmö Comedy Festival är ett årligt standuparrangemang på Slagthuset i Malmö. Festivalen arrangeras av MACK (Malmö Comedy Klubb) sedan 2008. 2012 års festival, som äger rum den 29 januari, blir den femte i ordningen. 
Arrangemanget äger rum på tre scener samtidigt och har presenterat mellan 50 och 60 ståuppkomiker varje gång. 